# Kamienica (gromada w powiecie limanowskim)
Kamienica – dawna gromada, czyli najmniejsza jednostka podziału terytorialnego Polskiej Rzeczypospolitej Ludowej w latach 1954–1972.
Gromady, z gromadzkimi radami narodowymi (GRN) jako organami władzy najniższego stopnia na wsi, funkcjonowały od reformy reorganizującej administrację wiejską przeprowadzonej jesienią 1954 do momentu ich zniesienia z dniem 1 stycznia 1973, tym samym wypierając organizację gminną w latach 1954–1972.
Gromadę Kamienica z siedzibą GRN w Kamienicy utworzono – jako jedną z 8759 gromad na obszarze Polski – w powiecie limanowskim w woj. krakowskim, na mocy uchwały nr 23/IV/54 WRN w Krakowie z dnia 6 października 1954. W skład jednostki wszedł obszar dotychczasowej gromady Kamienica ze zniesionej gminy Kamienica w tymże powiecie. Dla gromady ustalono 19 członków gromadzkiej rady narodowej.
15 czerwca 1959 do gromady Kamienica przyłączono wieś Zasadne (bez przysiółka Magurzyca) oraz osiedle Kurzejówka z gromady Szczawa.
31 grudnia 1961 do gromady Kamienica przyłączono obszary zniesionych gromad Szczawa i Zbludza.
Gromada przetrwała do końca 1972 roku, czyli do kolejnej reformy gminnej. 1 stycznia 1973 reaktywowano gminę Kamienica.